# Naar Fædrelandet kalder
Naar Fædrelandet kalder er en amerikansk stumfilm fra 1916 af Joe De Grasse.

## Medvirkende
- Dorothy Phillips som Margaret Ardrath
- Helen Leslie som Patricia Landon
- Frank Whitson som Robert Ogden
- Lon Chaney som Dr. George Ardrath
- Albert MacQuarrie som Belden